# Michael Phillips (historiador)
Michael Phillips es un historiador estadounidense especializado en la historia de Texas, el racismo en los Estados Unidos, el extremismo de derecha y la religión apocalíptica en los Estados Unidos. Se vio involucrado en una controversia sobre la libertad de expresión relacionada con su empleador, Collin College, en 2022, después de que alegara que la escuela lo despidió debido a sus creencias políticas.

## Biografía

### Primeros años y educación
Phillips fue criado en Garland, Texas. Asistió a la Universidad de Texas en Arlington, donde fue columnista y reportero del periódico estudiantil The Shorthorn. También escribió para el Arlington Citizen-Journal y el Fort Worth Star-Telegram. Después de graduarse con una licenciatura en periodismo en 1983, asistió a la Universidad de California, Riverside, donde obtuvo una Maestría en Artes en 1994. Se graduó de la Universidad de Texas en Austin en 2002 con un Doctorado en Historia. Recibió un premio por la Tesis Sobresaliente del Año de la universidad.

### Carrera académica
Phillips escribió Metrópoli Blanca: Raza, Etnicidad y Religión, 1841–2001, basado en su tesis doctoral. El libro ganó el Premio T. R. Fehrenbach de la Comisión Histórica de Texas al mejor libro sobre historia de Texas en 2007. La obra de Phillips narra la dominación blanca de Dallas durante sus primeros 150 años y cómo la religión y las definiciones de la blancura influenciaron el estatus de grupos marginados como los residentes judíos de la ciudad y la comunidad Tejana.
En 2010, coescribió El Orden Llegará a la Casa con Patrick L. Cox. El libro explora la historia de la Cámara de Representantes de Texas y cómo su influencia política estatal y nacional creció en el siglo XX.
Desde 2007 hasta 2022, enseñó historia en Collin College, una institución de dos años al norte de Dallas. También fue profesor adjunto en la Universidad de Texas, donde enseñó historia de Estados Unidos, historia de Texas e historia del periodismo. Durante su tiempo como docente, fue nombrado "educador del año" por la Asociación Histórica del Este de Texas y fue vicepresidente del capítulo de la Asociación de Profesores de Texas de la escuela. En 2015, Phillips criticó la contratación de H. Neil Matkin como presidente de la escuela, ya que Matkin había obtenido sus títulos de una institución no acreditada dirigida por Grace Communion International, una denominación cristiana controversial.
En 2017, Phillips se convirtió en un ferviente defensor de la eliminación de monumentos y monumentos confederados en Dallas, Texas. Durante este tiempo, recibió amenazas de muerte anónimas. Phillips luego dijo que la escuela lo reprendió por esto, diciendo que su posición sobre el asunto "hizo que la escuela se viera mal". A partir de 2018, Phillips abogó por cambiar el nombre de Davis Hall en la Universidad de Texas en Arlington, citando las opiniones supremacistas blancas del exdecano E. E. Davis. En abril de 2020, el senado estudiantil aprobó una resolución para cambiar el nombre del edificio.
En 2021, Phillips recibió el Premio Ottis Lock al Educador del Año de la Asociación Histórica del Este de Texas.

### Controversia sobre la libertad de expresión en Collin College
En enero de 2022, Collin College informó a Phillips que no renovaría su contrato, una decisión que atribuyó a su conducta política y desacuerdos recientes con la administración escolar. Según los términos de su contrato anterior, continuaría enseñando hasta mayo de 2022. Anteriormente, Collin College había sido criticado por limitar la libertad de expresión política, y fue nombrado uno de los peores colegios de los Estados Unidos en cuanto a libertad de expresión por la Fundación para los Derechos Individuales y la Expresión en 2021 y 2022. En el momento de su despido, Phillips era uno de los cuatro profesores de Collin College que afirmaban haber sido despedidos por sus opiniones políticas entre 2021 y 2022.
Phillips alegó que la administración universitaria le había dado advertencias disciplinarias por expresar opiniones políticas que contradecían la política del colegio. El primer incidente ocurrió después de sus declaraciones sobre monumentos confederados. Fue advertido por la escuela nuevamente después de condenar el tiroteo de El Paso en 2019, perpetrado por un estudiante de Collin College. Phillips afirmó que fue disciplinado por la escuela después de que The Washington Post publicara una entrevista en la que discutía la historia del racismo en Texas para contextualizar el ataque terrorista de El Paso. Phillips pidió al Washington Post que no mencionara su afiliación escolar, ya que Collin College había instruido al personal a remitir cualquier solicitud de medios al departamento de comunicaciones de la escuela, pero su solicitud fue denegada por el periódico.
Según registros universitarios, Phillips fue disciplinado por compartir una publicación en Twitter que mostraba una presentación administrativa indicando al profesorado que no discutiera el uso de mascarillas con los estudiantes. Después de que Phillips violara la prohibición de la escuela de discutir los métodos de prevención del COVID-19 al animar a los estudiantes a usar mascarillas, se le informó que su contrato de enseñanza no sería renovado. La administración universitaria se negó a comentar sobre la razón para no renovar su contrato.
La partida de Phillips del colegio recibió críticas de organizaciones educativas y sindicatos de profesores, incluida la Asociación Histórica del Este de Texas, la Asociación Estadounidense de Profesores Universitarios, la Asociación Histórica Estadounidense y la Alianza de Libertad Académica. La Asociación Histórica Estadounidense envió una carta a Matkin instándolo a revertir la decisión sobre el asunto, y describiéndola como parte de un "patrón de no renovaciones arbitrarias" en el colegio. Hasta marzo de 2022, una petición en Change.org para restituir a Phillips había recopilado 2,300 firmas. El profesor de la Universidad Loyola de Chicago, Benjamin H. Johnson, circuló una petición que pedía una investigación sobre Collin College y si la escuela había violado los estándares de libertad académica.
Después de su despido, Phillips criticó las políticas de Collin College, y la administración escolar de Matkin en particular, acusándolos de crear una "cultura de miedo" en la escuela. En marzo de 2022, Phillips se convirtió en el tercer exmiembro del profesorado de Collin College en demandar a la escuela por represalias contra la libertad de expresión protegida. Fue representado por la Fundación para los Derechos Individuales y la Expresión. Un portavoz de Collin College respondió a la demanda, diciendo que Phillips había "tergiversado los hechos" y que la escuela "espera defender sus acciones en el tribunal". 
El 26 de abril de 2022, Phillips y un pequeño grupo de manifestantes se reunieron fuera del campus de Collin College durante una reunión de la junta escolar.
En 2022, Phillips fue nombrado investigador principal en Southern Methodist University en Dallas, para continuar la investigación para un libro sobre la historia del movimiento eugenésico en Texas. 

## Publicaciones

### Libros
- Contr. The Texas Right: The Radical Roots of Lone Star Conservatism. 2014. Texas A&M University Press.
- Contr. The Harlem Renaissance in the West: The New Negroes’ Western Experience. 2011. Routledge.
- The House Will Come To Order: How the Texas Speaker Became a Power in State and National Politics. 2010. University of Texas Press.
- White Metropolis: Race, Ethnicity and Religion, 1841–2001. 2007. University of Texas Press.

### Artículos selectos
- Phillips, Michael; Friauf, Betsy. [28]